# ادگار بوث
ادگار بوث (انگلیسی: Edgar Booth; ۱۳ آوریل ۱۸۸۸ – c. 1945) بازیکن فوتبال اهل برزیل بود.
از باشگاه‌هایی که در آن بازی کرده‌است می‌توان به باشگاه فوتبال گرمیو اشاره کرد.